# Gay Games

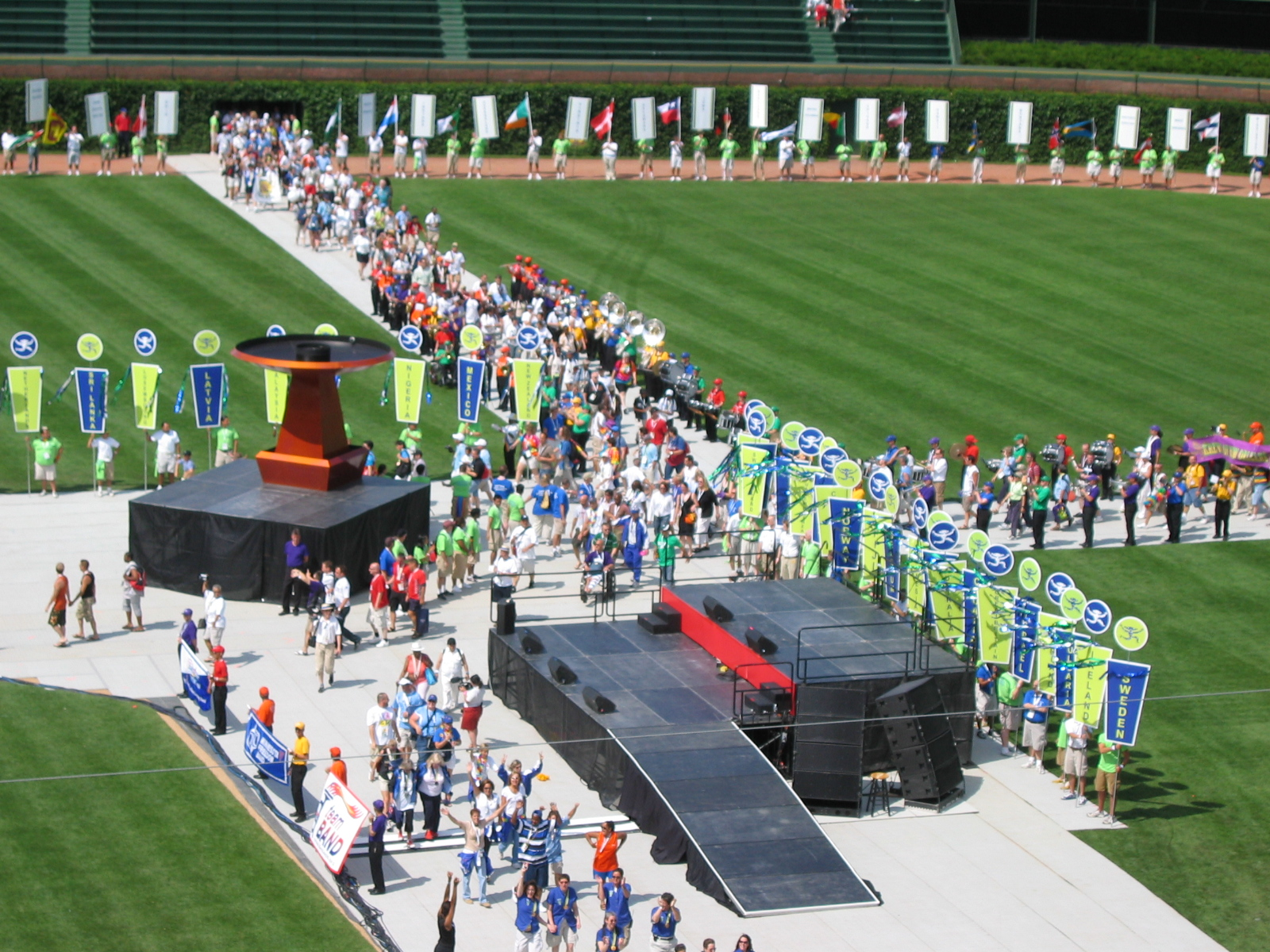
Einzug der Athleten bei der Schlusszeremonie der Gay Games 2006

Gay Games ist eine Sportveranstaltung, die seit 1982 alle vier Jahre stattfindet. Sie wird unter dem Dachverband der Federation of Gay Games (FGG) speziell für homosexuelle Teilnehmer organisiert, es gibt aber keine Teilnahmebeschränkungen und auch keine Qualifikation. Die Gay Games stehen damit in der Tradition des internationalen Arbeitersports, der ebenfalls auf Qualifikationsleistungen verzichtete.

## Geschichte

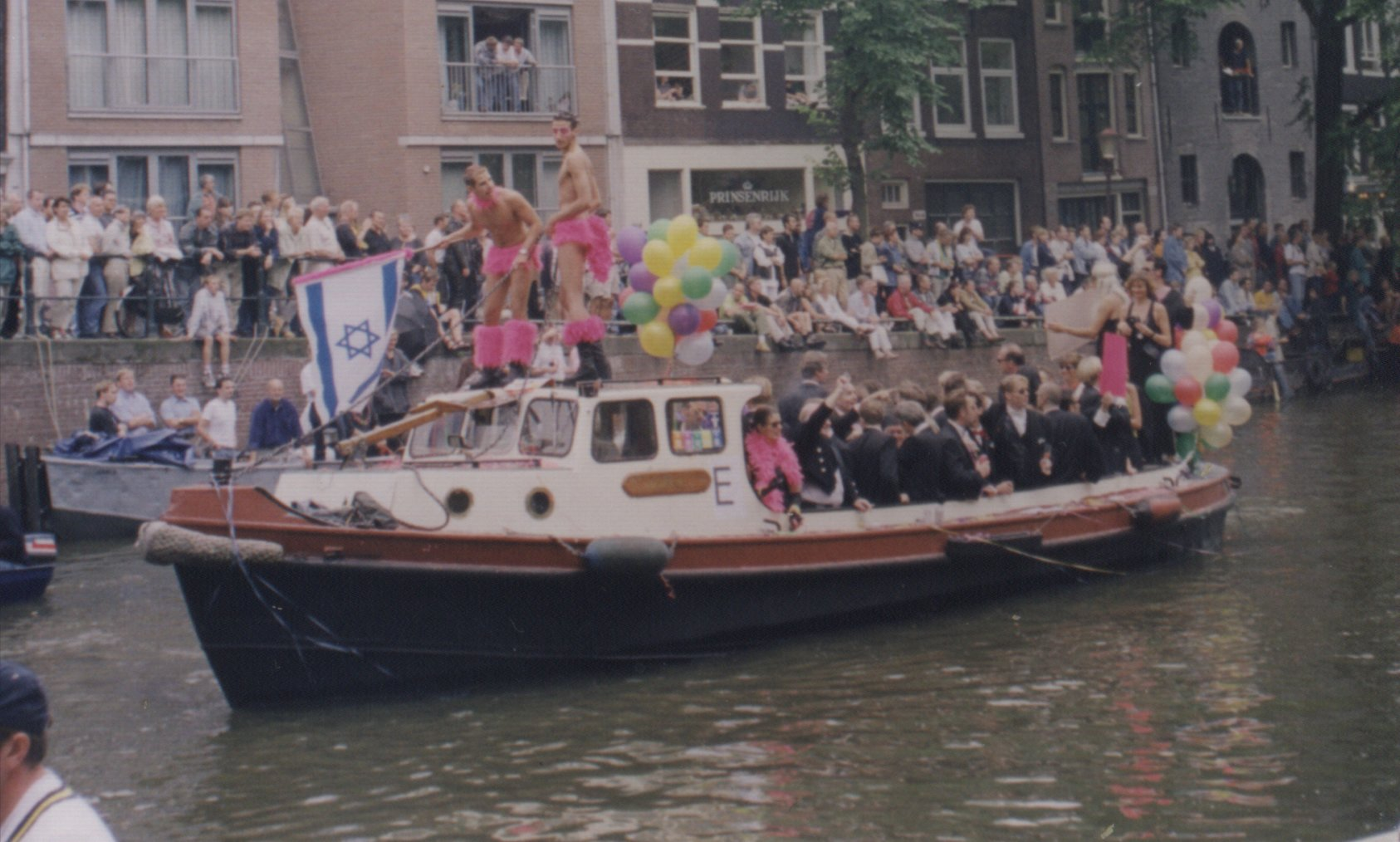
Bootsparade 1998 in Amsterdam

Die Geschichte von Homosexualität ist eng mit der Sportgeschichte verbunden, da das gemeinsame Training ein besonderes körperbezogenes Vertrauensverhältnis schafft. Die Gay Games-Veranstaltung wurde 1980 von Tom Waddell, einem homosexuellen US-amerikanischen olympischen Zehnkämpfer, ins Leben gerufen. Sein Ziel war die Schaffung eines Sportereignisses, das frei von Homophobie war. Ursprünglich sollte die den Olympischen Spielen nachempfundene Veranstaltung Gay Olympics heißen, aber das Nationale Olympische Komitee ließ die Verwendung des Namensteils Olympics gerichtlich untersagen, da es durch den bundesgesetzlichen Amateur Sports Act of 1978 die alleinigen Namensrechte am Begriff Olympic Games erhalten hatte. Die ersten Gay Games fanden 1982 in San Francisco statt, mit einem Budget von 350.000 US-Dollar und 1.350 Teilnehmern, die in siebzehn Sportarten gegeneinander antraten. Der Veranstalter war damals noch die von Waddell gegründete Organisation San Francisco Arts and Athletics, die 1989 in die FGG übergehen sollte.
Heute zählt die Veranstaltung mit rund 30 Sportarten und etwa 14.000 Teilnehmenden zu den weltweit größten Breitensportturnieren. Neben dem Sportprogramm gibt es auch ein umfangreiches Kulturprogramm mit Chor- und Bandwettbewerben, Ausstellungen sowie Theater- und Kleinkunst-Aufführungen. Die Veranstaltung beginnt mit einer Eröffnungsfeier und erstreckt sich in der Regel über eine Woche. Den Abschluss bildet eine Schlusszeremonie mit der Übergabe der Insignien an den Gastgeber der nächsten Spiele.
Im Jahr 2006 kam es zu einer Spaltung der Spiele. Im kanadischen Montreal fanden parallel zu den Gay Games in Chicago die Outgames statt. Ab dem Jahr 2009 werden diese nun in verschobenem Rhythmus ebenfalls alle vier Jahre abgehalten.
Die Gay Games von 1998 in Amsterdam (erstmals mit Badminton) und 2002 in Sydney endeten jeweils mit einem Millionen-Defizit. Auch die lokalen Veranstalter der Gay Games in Köln 2010 mussten im Jahr 2011 Insolvenz anmelden. Die Organisatoren von 2006 in Chicago gaben dagegen bekannt, dass die Veranstaltung keine Verluste verursacht hatte.

## Überblick
| Spiele | Jahr | Austragungsort           | Teilnehmer | Motto                 |
| ------ | ---- | ------------------------ | ---------- | --------------------- |
| I.     | 1982 | San Francisco            | 1.350      | Challenge             |
| II.    | 1986 | San Francisco            | 3.500      | Triumph               |
| III.   | 1990 | Vancouver                | 7.300      | Celebration           |
| IV.    | 1994 | New York                 | 12.500     | Unity                 |
| V.     | 1998 | Amsterdam                | 13.000     | Friendship            |
| VI.    | 2002 | Sydney                   | 11.000     | Under New Skies       |
| VII.   | 2006 | Chicago                  | 12.000     | Where the World Meets |
| VIII.  | 2010 | Köln                     | 10.000     | Be part of it!        |
| IX.    | 2014 | Cleveland/Akron          | 10.000     | Go All Out!           |
| X.     | 2018 | Paris                    | 10.000     | All Equal             |
| XI.    | 2023 | Hongkong und Guadalajara | 10.000     | Unity in Diversity    |
| XII.   | 2026 | Valencia                 |            |                       |
| XIII.  | 2030 |                          |            |                       |

Die zehnten Gay Games wurden 2018 in der französischen Hauptstadt Paris ausgetragen. Die Metropole setzte sich bei der Vergabe gegen Olympia-Gastgeber London und das irische Limerick durch.